# Nicolas Lebel
Nicolas Lebel (18 de agosto de 1838 Saint-Mihiel, França — 6 de junho de 1891 (1882 anos) Vitré, França), foi um oficial francês que contribuiu para a criação do fuzil do exército francês que leva seu nome, o Fuzil Lebe.

## Biografia
Interessado na carreira militar, Lebel ingressou na Escola Militar Especial de Saint-Cyr em 1855. Em 1857, ingressou no 58º Regimento de Infantaria de Linha como segundo-tenente. Durante a Guerra Franco-Prussiana de 1870, então capitão e comandante de companhia, lutou corajosamente, mas, em 1º de setembro, sofreu o destino de todo o exército de Sedan e foi para o cativeiro na Alemanha.
Libertado após o Tratado de Frankfurt, ele encontrou um comando em Tours, no 66º regimento de infantaria de linha, durante os anos de reorganização do exército francês que se seguiram à derrota. Nomeado comandante do batalhão em 1876, Lebel tornou-se chefe da escola de treinamento do campo de Chalons (Mourmelon) e se apaixonou pela infantaria. Suas habilidades foram rapidamente reconhecidas e, em 1883, o Ministro da Guerra (General Jean Thibaudin) o nomeou membro de uma comissão de armas presidida pelo General Tramond. O objetivo desta comissão é desenvolver um novo fuzil de infantaria que substituiria o fuzil Gras. Nicolas Lebel foi o responsável pelo desenvolvimento da bala deste futuro fuzil de infantaria. Essa bala devia, antes de tudo, trabalhar com a nova pólvora sem fumaça do químico francês Paul Vieille, uma pólvora que garantia uma velocidade de saída muito alta, mas que derretia o chumbo puro dos projéteis convencionais da época. O tenente-coronel Lebel então desenhou uma bala de 8 mm revestida de níquel prata e funcionando perfeitamente. Seria a primeira bala adotada para a munição do futuro fuzil Mle 1886: a balle "M".
Por fim, a Comissão acaba por aprovar as propostas dos coronéis Gras, Bonnet e Lebel sobre o novo fuzil de infantaria. Será, portanto, oficialmente adotado como o "Lebel modèle 1886" e, um pouco mais tarde, como "Fusil Mle 1886 M93". Em linguagem comum, a nova arma foi rapidamente apelidada simplesmente de "Fusil Lebel" por seus usuários.
Lebel foi então nomeado coronel em 1887 e, assim, tornou-se comandante do 120º regimento de linha, então estacionado em Sedan. Devido a problemas cardíacos, aposentou-se em 1890, convertendo-se à vida civil como Inspetor do Tesouro em Vitré. Ele morreu no ano seguinte, 6 de maio de 1891.
Ele também foi condecorado como Comandante da Ordem Nacional da Legião de Honra.